# Alegeri legislative în Elveția, 2003
Alegerile legislative din Confederația Elvețiană au fost ținute pe 19 octombrie 2003. Deși în sistemul politic ciudat al Elveției,în care cele 4 părți majore formează o coaliție, este foarte dificil să dobândești o șansa la guvernare, această alegere  a produs o supărare în puternicile rezultate ale aripei de dreapta, eurosceptismului și anti-imigrație oamenilor partidului elvețian. Partidele din aripa de stânga, Partidul Social Democrat al Elveției, Socialiștii și Partidul Verde al Elveției Verzi, de asemenea și-au îmbunătățit pozițiile. Cei care au pierdut au fost Partidele de Centru și Centru-dreapta, Partidul Crestin Democrat al Elveției și Partidul Liberal Democrat.
În urma alegerilor Ruth Metzler-Arnold unul din cei 2 creștini democrați din Consiliul Federal Elvețian a fost înlocuit de Christoph Blocher,cel mai influent politician dintre oamenii partidelor elvețiene.

### Legislatura
Elveția are o legislatură bicamerală.
Consiliul Național al Elveției are 200 de membri aleși pet timp de 4 ani de reprezentația proporțională în circumscripțiile  de multi-membri corespunzând celor 26 de cantoane elvețiene.
Consiliul de Stat al Elveției are 46 de membri aleși pe o perioadă de 4 ani din multi-membri și membri singuri ai circumscripției.
Alegerile au fost la Consiliul Național și pentru majoritatea membrilor din Consiliul de Stat.
Toate partidele din Elveția au nume diferite în franceză, germană și italiană și conduit separate în campanile din diferite domenii ale limbii.

## Partide

### Partide Guvernamentale
Aceste 4 partide au format un guvern de coaliție, continuă din 1959, în care fiecare partid a alocat un număr fix de posturi în cabinet ( "formula magică").
Partidul Popular Elvețian
- UDC, Uniunia democratică de centru

Partidul Social Democrat din Elveția (centru-stânga)
- PS,  Partidul socialist

Partidul Creșin Democrat din Elveția (centru-dreapta)
- PCD, Parti Creștin-Democrat

Partidul Democat Liberal (centru-dreapta, liberal)
- PLR, Partidul Liberal Radical

### Alte Partide
Partidul Verde din Elveția Liste (sub denumiri diferite în fiecare canton)
Partidul Liberal-Verde (centru)
- VL, Verde Liberal

Partidul Liberal al Elveției
- PL, Partidul Liberaș

Partidul Oamenilor Evanghelici din Elveția (centre)
- PE,  Partidul Evanghelic

Uniunea Federal Democratică din Elveția (conservatoare-dreapta)
- UDF, Uniunea Democratică Federativă

Partidul Laburist (stânga)
- PL, Partidul Laburist

## Rezultate Oficiale
Consiliul Național Elvețian Electoral, 2003
Consiliul Elvețian din Statele Alegerilor, 2003

## În continuare, lectură
- Biserică,Clive H.(mai 2004). Alegerile Elvețiene din octombrie 2003. Doi pași pentru a schimba sistemul? http://www.informaworld.com/smpp/content~db=all?